# Laurindo Abelardo de Brito
Laurindo Abelardo de Brito (Montevidéu, 8 de setembro de 1828 — São Paulo, 2 de abril de 1885) foi um bacharel em direito e político brasileiro filiado ao Partido Liberal.

## Biografia
Era filho dos paulistas tenente Manoel José de Brito e Paula da Costa Brito. Casou-se em 3 de agosto de 1858 na cidade de Castro com Agueda Joaquina do Canto e Silva, filha de Manoel Ignácio do Canto e Silva, portanto, tornando-se cunhado do Barão de Monte Carmelo.
Formado na Faculdade de Direito de São Paulo. Foi promotor público em Castro e em Curitiba em 1852, inspetor da instrução pública do Paraná em 1856. Foi também professor no Liceu paranaense de retórica em 1856. Foi deputado provincial (1856/57, 58/59, 60/61, 62/63) chegando a presidir a Assembléia Legislativa do Paraná de 1862 a 1863. Foi nomeado delegado do diretor geral das terras públicas do Paraná em 1858. Em 1858 foi deputado geral suplente, deputado geral em 1864/66 e em 67/68. Em São Paulo foi inspetor do tesouro provincial e deputado geral pelo 1º distrito da capital. Foi ainda secretário de Educação de São Paulo.[carece de fontes?]
Foi presidente da província de São Paulo de 12 de fevereiro de 1879 a 4 de março de 1881. Foi condecorado com o título de conselheiro da Ordem da Rosa.